# Reiko Nakamura
Pour les articles homonymes, voir Nakamura.
Reiko Nakamura (中村 礼子, Nakamura Reiko), née le 17 mai 1982 à Yokohama, est une nageuse japonaise spécialiste de la nage du dos crawlé. Multiple médaillée mondiale sur 100 et 200 m dos, elle a également remporté deux médailles de bronze aux Jeux olympiques d'été .

## Carrière
Reiko Nakamura obtient sa première récompense dans un championnat international majeur en 2002 à l'occasion des championnats du monde en petit bassin disputés à Moscou. Elle y obtient la médaille d'argent sur 200 m dos en terminant derrière l'Américaine Lindsay Benko. 
En 2004, aux Jeux olympiques d'Athènes, la nageuse japonaise s'illustre en décrochant la médaille de bronze sur le 200 m dos. Sur le podium, elle côtoie alors la vainqueur Kirsty Coventry, la Russe Stanislava Komarova et l'Allemande Antje Buschschulte avec qui elle partage la troisième marche du podium. Par ailleurs engagée sur le 100 m dos, elle termine au pied du podium en échouant à presque trois dixièmes du podium.
En 2005 à Montréal, elle obtient une nouvelle médaille de bronze mondiale. Lors de l'édition 2007 organisée à Melbourne, Nakamura en décroche deux nouvelles en étant récompensée pour la première fois sur 100 m dos.
Le 23 février 2008 à Tokyo, la Nippone établit un nouveau record du monde du 200 m dos en petit bassin lors des championnats du Japon. Avec un temps de 2 min 3 s 24, elle efface des tablettes la marque réalisée en novembre 2001 par l'Américaine Natalie Coughlin (2 min 3 s 62).

## Palmarès

### Jeux olympiques
- Jeux olympiques de 2004 à Athènes (Grèce) :   
  -  Médaille de bronze sur le 200 m dos.
- Jeux olympiques de 2008 à Pékin (Chine) :   
  -  Médaille de bronze sur le 200 m dos.

### Championnats du monde en grand bassin
- Championnats du monde 2005 à Montréal (Canada) :   
  -  Médaille de bronze sur le 200 m dos.

- Championnats du monde 2007 à Melbourne (Australie) :   
  -  Médaille de bronze sur le 100 m dos.
  -  Médaille de bronze sur le 200 m dos.

### Championnats du monde en petit bassin
- Championnats du monde 2002 à Moscou (Japon) :
  -  Médaille d'argent sur le 200 m dos.